# Bolton Percy
Bolton Percy is een civil parish in het bestuurlijke gebied Selby, in het Engelse graafschap North Yorkshire met 304 inwoners.